# Hans Hemming Joachim Christian Moltke
Hans Hemming Joachim Christian lensgreve Moltke (18. juni 1925 på Frederiksberg – 10. august 2005) var en dansk godsejer, far til Christian Georg Peter Moltke.
Han var søn af kammerherre, hofjægermester, lensgreve Christian Moltke og hustru. Han arvede Bregentved gods 1968 og blev kammerherre og hofjægermester.
Moltke blev gift 22. januar 1955 i Dirleton Church, Skotland, med Annette Jean Mitchell (født 5. februar 1930 i Edinburgh død 8. august 2014).